# Джанмаштамі
Джанмаштамі або Крішна-джанмаштамі (санскр. कृष्ण जन्माष्टमी, укр. День явлення Крішни) — один із головних фестивалів в індуїзмі, під час якого святкується народження Крішни.
Згідно з індуїстським календарем, Крішна-джанмаштамі припадає на 8-й день спадного місяця (Крішна-Пакша) місячного місяця Шравана, в період Рохіні Накшатри.
За григоріанським календарем, Джанмаштамі випадає на серпень-вересень.